# Mellumrat

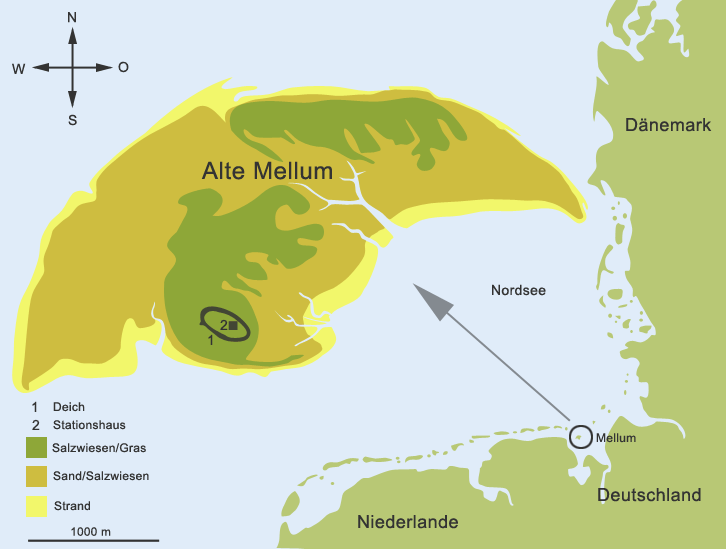
Insel Mellum

Der Mellumrat e. V. ist eine Naturschutzvereingung, die 1925 zum Schutz der unbewohnten Nordseeinsel Mellum gegründet wurde und heute auch andere Inseln und Gebiete im Sinne des Naturschutzes betreut. Er besteht als eingetragener Verein und unterhält eine Geschäftsstelle in Varel-Dangast.

## Geschichte
Die Ursprünge des Vereins sind im Seevogelschutz begründet aufgrund der Untersuchungen der Insel durch die Heimatforscher, Botaniker und Ornithologen Heinrich Schütte, Wilhelm Krüger und Karl Sartorius Anfang des 20. Jahrhunderts.
Im Jahre 1909 erfolgte die erste Anordnung des Oldenburgischen Ministeriums des Inneren zum Schutz der Seevögel auf der Düneninsel Mellum.
Eine gesetzliche Grundlage für die Arbeit des Mellumrates wurde durch die Bekanntmachung des Oldenburgischen Staatsministeriums vom 28. März 1921 zur Ausführung des Reichsvogelschutzgesetzes geschaffen. Der Oldenburgische Minister der Kirchen und Schulen als höhere Naturschutzbehörde verkündete die Verordnung über das Naturschutzgebiet „Vogelfreistätte Insel Mellum“ mit einer Größe von 25 Hektar.
Die Vereinigung wurde am 28. Februar 1925 gegründet. Gründungsmitglieder waren folgende Organisationen:
- die Landesgruppe Oldenburg des Bundes für Vogelschutz
- der Heimat-, Natur- und Vogelschutzverein Wilhelmshaven
- die Gesellschaft zum Schutz der heimischen Vögel in Bremen
- der Reichsbund Vogelschutz
- die Vogelwarte Helgoland

Jedes Gründungsmitglied entsandte einen Vertreter in den „Verwaltungsrat“ (daher: Mellumrat), der mit der Verwaltung beauftragt wurde. Seine Rechtsfähigkeit erlangte der Verein am 9. Januar 1962 mit der Eintragung in das Vereinsregister.
Seit April 2002 gibt der Verein eine Zeitschrift heraus, die zweimal im Jahr erscheint.
Zur nachhaltigen Unterstützung der Arbeit wurde 2008 die Stiftung „Zukunft Naturschutz - Stiftungsfonds für den Mellumrat e. V.“ gegründet.

## Aufgaben
Vereinszweck ist vor allem die Betreuung und Überwachung von Schutzgebieten. In den Gebieten werden Daten zum Natur- und Umweltschutz erhoben und Forschungsarbeiten durchgeführt. Die Naturschutzwarte der einzelnen Stationen erfassen die Bestände an Brut- und Gastvögeln. Es besteht intensive Zusammenarbeit mit der Vogelwarte Helgoland als Institut für Vogelforschung. Außerdem wird Öffentlichkeitsarbeit geleistet, auch durch die Herausgabe von Publikationen, Stellungnahmen und Gutachten. Seit den 1990er Jahren sensibilisiert der Mellumrat für die Gefahren aus dem Müll des Meeres, zuletzt durch eine Wanderausstellung und regelmäßige Müllsammelaktionen auf Mellum.  Im Verein kann das freiwillige ökologische Jahr abgeleistet werden.

## Schutzgebiete und Stationen
Der Verein hat seine Naturschutzaktivitäten über die Insel Mellum hinaus auch auf andere Gebiete ausgedehnt. Dies sind die Inseln Wangerooge (seit 1935) und Minsener Oog (seit 1946). Im Binnenland werden die Gebiete Sager Meer (seit 1951) und Dümmer (seit 1956) betreut. Die Betreuung der Strohauser Vorländer und Plate (seit 1990) lief 2015 aus.
Die Betreuung besteht darin, dass der Verein in den Gebieten Stationen unterhält, in denen ehrenamtlich tätige Naturschutzwarte stationiert sind. Sie bewohnen die Stationen vom Frühjahr bis zum Herbst.